# 吉橋通夫
吉橋 通夫（よしはし みちお、1944年9月30日 - ）は、日本の児童文学作家、作家。

## 来歴・人物
岡山市生まれ。法政大学文学部教育学科卒業後、京都へ来られ京都児童文学会に参加したの機に創作活動に専念。『季節風』同人。日本児童文学者協会 評議員。現在、長野県大町市在住。

## 受賞歴など
- 『たんばたろう』で1978年 第2回 毎日童話新人賞[4]を受賞
- 『京のかざぐるま』で1989年 第29回 日本児童文学者協会賞[7]を受賞
- 『なまくら』で2005年 第43回 野間児童文芸賞[8]、2010年 第3回 京都水無月大賞[9]を受賞

## 作品リスト
- 『たんばたろう』（篠崎三朗絵、ティビーエス・ブリタニカ） 1979
- 『京のほたる火』（斎藤博之画、岩崎書店） 1981、のち講談社文庫
- 『こたろう』（田島征彦絵、偕成社） 1981
- 『すっとび三太とさびぃんぼ』（斎藤博之絵、岩崎書店） 1982
- 『まり子のおんがくかい』（佐藤美紀絵、理論社） 1983
- 『たたけ勘太郎』（梶山俊夫絵、偕成社） 1986
- 『巨人の国へ』（村野守美画、岩崎書店） 1987
- 『京のかざぐるま』（降矢奈々画、岩崎書店） 1988
- 『少年倶楽部のなぞ』（高田雄太絵、汐文社、シリーズ平和の風） 1991
- 『竜馬とおゆきのまっことみすてりぃぜよ』（早川和子絵、文渓堂） 1993
- 『おひかえなすって』（神門康子画、学習研究社） 1994
- 『ザジャパニーズコミックペーパー』（高田雄太絵、新日本出版社、新日本ジュニア文学館） 1995
- 『笛風よ、海をわたれ』（早川和子絵、岩崎書店） 1995
- 『絵本 良慶さん』（樋口富麻呂絵、東方出版） 1995
- 『竜馬とおゆきのまっことどらまちっくぜよ』（早川和子絵、文渓堂） 1995
- 『さんちき』（東菜奈絵、岩崎書店） 1997
- 『徳川慶喜 最後の将軍』（鴇田幹画、岩崎書店、フォア文庫） 1997
- 『竜と舞姫』（佐竹美保絵、講談社） 2000
- 『風の森のユイ』（佐藤真紀子絵、新日本出版社、風の文学館） 2003
- 『まんねんホーイ ただいまあ』（佐藤真紀子絵、毎日新聞社） 2004
- 『まんねんホーイ いってきまあす』（佐藤真紀子絵、毎日新聞社） 2004
- 『なまくら』（講談社） 2005、のち文庫
- 『なにがあるの?』（脚本、福田岩緒絵、童心社） 2006
- 『凛九郎』全3巻（講談社） 2006 - 2008
- 『京のかざぐるま』（日本標準、シリーズ本のチカラ） 2007
- 『蒼き戦記』全3冊（瀬島健太郎絵、角川つばさ文庫） 2009 - 2010
- 『小説鶴彬 暁を抱いて』（新日本出版社） 2009
- 『少年龍馬』（講談社） 2010
- 『風の海峡』（講談社） 2011 - 文禄・慶長の役
- 『官兵衛、駆ける。』（講談社） 2013
- 『真田幸村と忍者サスケ』（角川つばさ文庫） 2016
- 『西郷どん! 西郷隆盛の物語』（林真理子原作、角川つばさ文庫） 2017
- 『ずくなし半左事件簿』（角川文庫） 2019
- 『早替わりで候 音次郎よんどころなき事件帖』（角川文庫） 2020

### 雑誌
- 日本児童文学（日本児童文学者協会 編）ISSN 05493358
  - 「人物描写から見た「白赤だすき小○の旗風」」1992年10月号（文渓堂 1992年10月1日 発行） - 作品論
  - 「冷や汗三升」1995年5月号（文渓堂 1995年5月1日 発行） - エッセイ
  - 「旅人たち」2001年9・10月号（小峰書店 2001年10月1日 発行） - エッセイ
  - 「「つ」の字」2003年1・2月号（うすいしゅん絵、小峰書店 2003年2月1日 発行） - 短編
  - 「私の歴史もの創作ノート（1）」2005年1・2月号（小峰書店 2005年2月1日 発行）
  - 「私の歴史もの創作ノート（2）」2005年3・4月号（小峰書店 2005年4月1日 発行）
  - 「私の歴史もの創作ノート（3）」2005年5・6月号（小峰書店 2005年6月1日 発行）
  - 「筆頭人」2009年1・2月号（うすいしゅん絵、小峰書店 2009年2月1日 発行）
  - 「山人(やまうど)のはしくれ」2013年1・2月号（小泉澄夫絵、小峰書店 2013年2月1日 発行）
- こどもの本（こどもの本編集委員会 編）ISSN 03850463
  - 「私の新刊『なまくら』 がんばりきれない子どもたちへ」2005年8月号（日本児童図書出版協会 2005年8月1日 発行）